# Asterothamnus molliusculus
Asterothamnus molliusculus là một loài thực vật có hoa trong họ Cúc. Loài này được Novopokr. mô tả khoa học đầu tiên năm 1950.